# Липовець (гміна Мірче)
Липовець (пол. Lipowiec; укр. Липовець) — село українського Закерзоння (в історичному Надсянні), що знаходиться тепер у Польщі, розташоване у Люблінському воєводстві Грубешівського повіту, ґміни Мірче[джерело?].

## Історія
За даними етнографічної експедиції 1869—1870 років під керівництвом Павла Чубинського, у селі проживали греко-католики, які розмовляли українською мовою.
Одразу по 2-й світовій війні польський уряд заповзявся позбутися українського населення краю, внаслідок етнічних чисток Надсяння та операції Вісла майже всі українці були убиті поляками або ж репатрійовані за межі села, вже з роками частина селян повернулися, а інші залишилися розсіяними по світам.